# Арсеньев (город)
Арсе́ньев — город в Приморском крае России. Образует Арсеньевский городской округ. Назван в честь путешественника и писателя, исследователя Уссурийского края Владимира Клавдиевича Арсеньева.
Относится к монопрофильным городам: социально-экономическое положение Арсеньева зависит от деятельности градообразующих предприятий ПАО "ААК «Прогресс» и «Аскольд».

## География

Здание администрации Арсеньевского городского округа

Город находится в долине реки Арсеньевки (старое название Даубихэ), через город протекает река Дачная (старое название Халаза). Над городом возвышается сопка Обзорная (Восточный Синий хребет). Её высота составляет 876 м. С неё видна панорама Арсеньева, долины реки Арсеньевки, территория заказника «Тихий», сёл Анучинского муниципального округа и Яковлевского муниципального района, отроги хребта Сихотэ-Алинь.

## История

Памятник Владимиру Арсеньеву на сопке Увальная

Основан в 1902 году как село Семёновка, объединившее несколько соседних деревень. В 1938 году село было преобразовано в рабочий посёлок Семёновка.
24 декабря 1952 года рабочий посёлок получил статус города и был переименован в Арсеньев в честь известного русского учёного, путешественника, писателя и исследователя Дальнего Востока Владимира Клавдиевича Арсеньева.
5 апреля 1953 года заработала городская радиоредакция.

## Население
| 1915    | 1926    | 1939    | 1959    | 1967    | 1970    | 1971    | 1972    |
| ------- | ------- | ------- | ------- | ------- | ------- | ------- | ------- |
| 653     | ↗734    | ↗10 746 | ↗26 308 | ↗41 000 | ↗47 273 | ↗50 000 | ↗52 000 |
| 1973    | 1974    | 1975    | 1976    | 1979    | 1980    | 1981    | 1982    |
| ↗53 000 | ↗56 000 | ↗57 000 | ↗58 300 | ↗60 097 | ↗61 000 | →61 000 | ↗62 000 |
| 1983    | 1984    | 1985    | 1986    | 1987    | 1989    | 1991    | 1992    |
| ↗63 000 | ↗64 000 | ↗65 000 | ↗66 000 | ↗67 000 | ↗70 032 | ↗71 000 | ↗71 500 |
| 1996    | 1998    | 2000    | 2001    | 2002    | 2003    | 2004    | 2005    |
| ↘69 900 | ↘68 600 | ↘66 100 | ↘64 400 | ↘62 896 | ↘62 600 | ↘61 600 | ↘60 600 |
| 2006    | 2007    | 2008    | 2010    | 2011    | 2012    | 2013    | 2014    |
| ↘59 700 | ↘58 700 | ↘58 021 | ↘56 750 | ↘56 722 | ↘55 823 | ↘54 987 | ↘54 085 |
| 2015    | 2016    | 2017    | 2018    | 2019    | 2020    | 2021    | 2022    |
| ↘53 543 | ↘53 083 | ↘52 767 | ↘52 471 | ↘52 251 | ↘52 173 | ↘47 937 | ↘47 686 |
| 2023    | 2024    | 2025    |         |         |         |         |         |
| ↘47 306 | ↘47 015 | ↘46 543 |         |         |         |         |         |

На 1 января 2025 года по численности населения город находился на 330-м месте из 1124 городов Российской Федерации.
Возрастной состав на 2011 год: молодёжь 14—30 лет — 24,44 %, детей до 14 лет — 16,47 %, взрослого населения — 27,34 %, пенсионеров — 31,75 %.
Итоги переписей
|                         | 2002     | 2010   | 2002   | 2002   | 2010   | 2010   | в % к итогу | в % к итогу |
| оба пола                | оба пола | муж.   | жен.   | муж.   | жен.   | 2002   | 2010        |             |
| ----------------------- | -------- | ------ | ------ | ------ | ------ | ------ | ----------- | ----------- |
| Население, всего        | 62 762   | 56 750 | 29 031 | 33 731 | 25 699 | 31 051 | 100,00      | 100,00      |
| в том числе в возрасте: |          |        |        |        |        |        |             |             |
| моложе трудоспособного  | 11 509   | 9 007  | 5 945  | 5 564  | 4 643  | 4 364  | 18,34       | 15,87       |
| в трудоспособном        | 38 212   | 32 710 | 18 932 | 19 280 | 16 645 | 16 065 | 60,88       | 57,64       |
| старше трудоспособного  | 13 041   | 15 033 | 4 154  | 8 887  | 4 411  | 10 622 | 20,78       | 26,49       |

По данным переписи 2010 года средний возраст населения г. Арсеньева составляет 40,7 года, мужчин 38,0 лет, женщин 42,9 года.
Естественное движение
Количество родившихся и умерших (абсолютные цифры)
Национальный состав Арсеньевского городского округа
|                                                   | Человек | Человек | 2010 в % к 2002 | в % к итогу | в % к итогу |
| 2002                                              | 2010    | 2002    | 2010 в % к 2002 | 2010        |             |
| ------------------------------------------------- | ------- | ------- | --------------- | ----------- | ----------- |
| Все население                                     | 62 896  | 56 750  | 90,23           | х           | х           |
| В том числе указавшие национальную принадлежность | 62 148  | 54 229  | 87,26           | 100,00      | 100,00      |
| Из них:                                           |         |         |                 |             |             |
| Русские                                           | 58 482  | 52 042  | 88,99           | 94,10       | 95,97       |
| Украинцы                                          | 2 371   | 1 273   | 53,69           | 3,82        | 2,35        |
| Татары                                            | 288     | 213     | 73,96           | 0,46        | 0,39        |
| Корейцы                                           | 161     | 128     | 79,50           | 0,26        | 0,24        |
| Белорусы                                          | 203     | 122     | 60,10           | 0,33        | 0,22        |

## Местное самоуправление

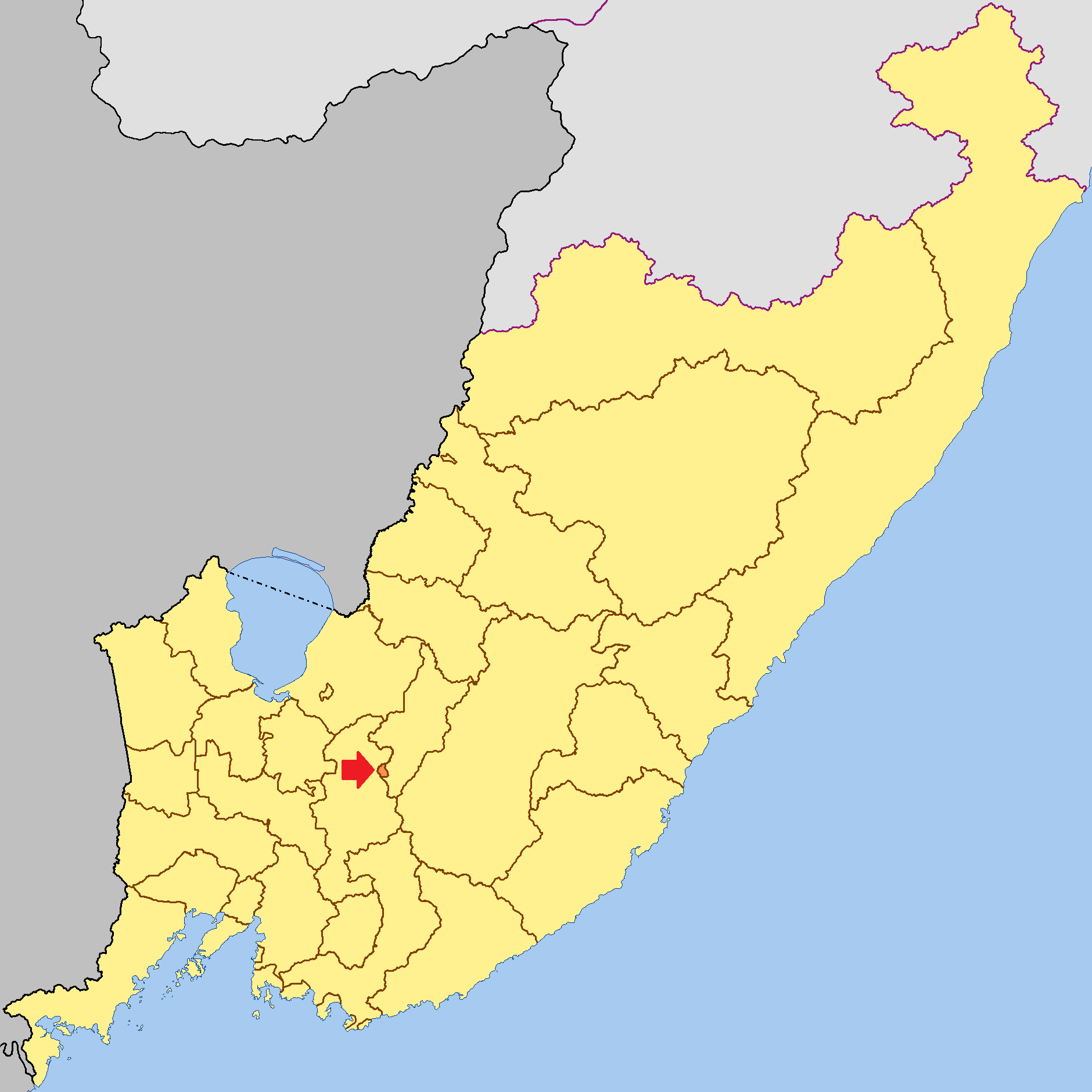
Арсеньевский городской округ на карте Приморского края

Город краевого подчинения с точки зрения административно-территориального деления. Образует Арсеньевский городской округ, с точки зрения муниципального деления.
Структуру органов местного самоуправления города (городского округа) образуют:
- дума городского округа — выборный представительный орган местного самоуправления;
- глава городского округа — высшее должностное лицо городского округа, возглавляет администрацию городского округа;
- администрация городского округа — исполнительный орган местного самоуправления;
- контрольно-счётная палата городского округа — контрольно-ревизионный орган местного самоуправления.

### Глава города
- 15 мая 2020 года на внеочередном заседании думы главой Арсеньевского городского округа избран Владимир Сергеевич Пивень.
- 28 июня 2018 года — 14 мая 2020 года — Пивень Владимир Сергеевич, врио главы Арсеньевского городского округа).
- 4 апреля 2017 — 27 июня 2018 гг. — Коваль Александр Васильевич, глава Арсеньевского городского округа.
- 4 марта 2012 года — 3 апреля 2017 гг. — Дронин Александр Алексеевич, глава Арсеньевского городского округа[51].
- 29 марта 2007—2012 гг. — Ермишкин Николай Григорьевич, глава Арсеньевского городского округа.
- 1999—2006 гг. — Беспалов Владимир Георгиевич, глава муниципального образования г. Арсеньев, глава Арсеньевского городского округа[52].
- 1994—1998 гг. — Манойленко Виктор Иванович, мэр города[53].

## Герб города

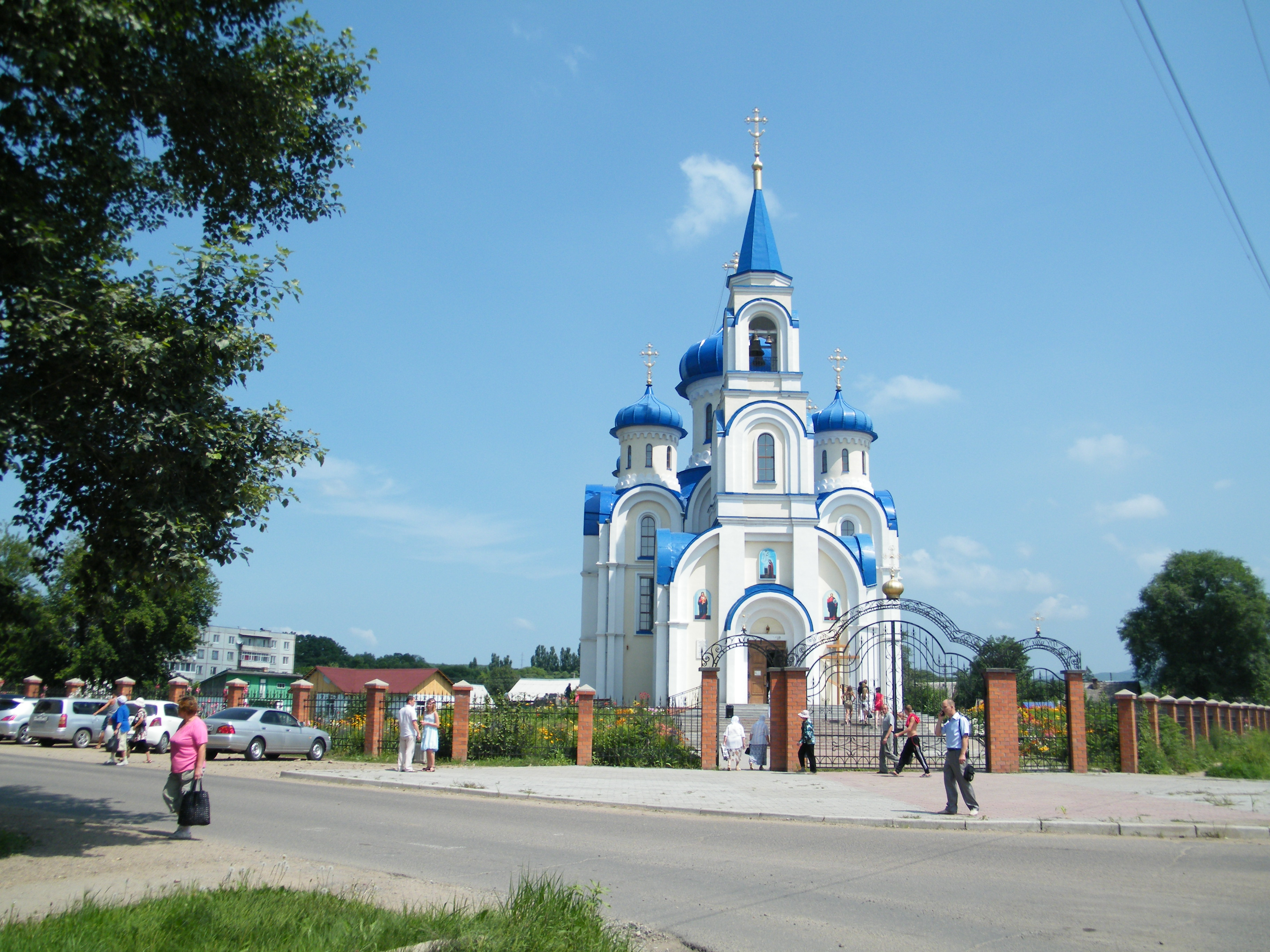
Благовещенский кафедральный собор
Арсеньевской епархии

Герб города утверждён решением думы города Арсеньева Приморского края от 12 июля 2001 года № 111 в соответствии с требованиями государственной герольдии.
Впервые герб создан в 1970 году, в него внесены лишь небольшие коррективы (убрано название города из герба).
Геральдическое описание герба: «В лазоревом поле две зелёные горы, из которых правая выше, и увенчана золотой иглой, а поверх левой, косвенно справа положена золотая кедровая ветвь. Из-за гор возникает золотая, заполненная серебром широкая дуга, вверху-ограниченная зубцами, наподобие стенных, со скруглёнными просветами. Все фигуры вписаны в круг. В вольной части — герб Приморского края».
Герб может существовать в двух равноправных версиях: полной — с вольной частью; упрощённой — без вольной части.
Обоснование символики герба
Лазоревый цвет щита — профиль промышленности города: самолётостроение (небо) и судостроение (море).
Негеральдический элемент в центре — шестерня: географически центральное положение города на карте Приморья, символ центра машиностроения, богатого производственными традициями.
Сопка Обзорная — хорошо узнаваемая в регионе спортивно-туристическая достопримечательность города.
Хвойная ветвь — богатство приморской тайги.

## Климат
Климат умеренный муссонный.
Город расположен между метеостанциями «Анучино» и «Яковлевка». Ниже показаны данные для них обеих, а в таблице только первой из них.
- Абсолютный максимум температуры воздуха: округлённо +39 °C.
- Абсолютный минимум температуры: −43…-44 °C.
- Среднегодовая скорость ветра: 2 м/с.
- Период без заморозков: 135—142 дня (годы наблюдений неизвестны)[54].

| Показатель              | Янв.  | Фев.  | Март | Апр. | Май  | Июнь | Июль | Авг. | Сен. | Окт. | Нояб. | Дек.  | Год |
| ----------------------- | ----- | ----- | ---- | ---- | ---- | ---- | ---- | ---- | ---- | ---- | ----- | ----- | --- |
| Средняя температура, °C | −18,5 | −13,1 | −3,6 | 6,0  | 13,0 | 17,7 | 21,3 | 20,6 | 14,4 | 6,3  | −4,6  | −15,5 | 3,7 |
| Норма осадков, мм       | 12    | 14    | 28   | 42   | 73   | 79   | 118  | 132  | 84   | 66   | 37    | 23    | 708 |
| Источник: .             |       |       |      |      |      |      |      |      |      |      |       |       |     |

## Экономика

Завод «Аскольд»

Развиты следующие отрасли промышленности: авиационная и машиностроение, металлообработка, лесная и деревообрабатывающая, строительных материалов, пищевая.
Крупнейшие предприятия: публичное акционерное общество «Авиационная компания „Прогресс“ им. Н. И. Сазыкина», публичное акционерное общество «Аскольд».
Перерабатывающая промышленность представлена ПАО «Арсеньевский Хлебокомбинат», ООО «Арсеньевский молочный комбинат», ООО «Арсеньевский квасной завод», АООТ «Дионис» (мучные, макаронные изделия), АООТ «Лиана» (переработка овощей и фруктов).
1295-я центральная база резерва танков Восточного военного округа (1295 ЦБРТ).

### Строительство

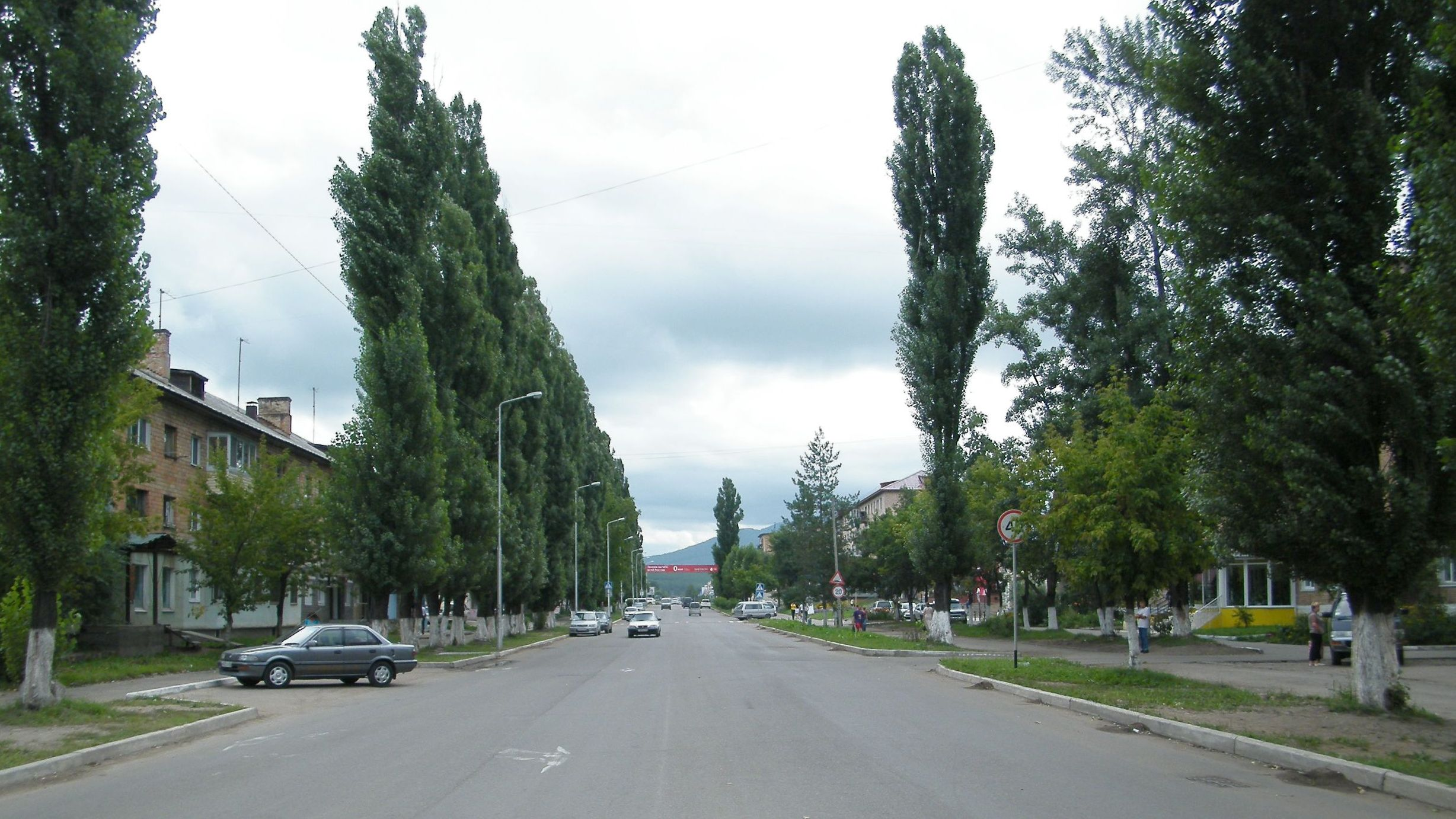
Улица Ломоносова

Памятник Владимиру Арсеньеву возле городского музея

В городе работают четыре крупные строительные организации.
В 2008—2009 годы в Арсеньеве построены следующие объекты: ТЦ «Семёновский», «ТЦ Фреш 25», ТЦ «ДальТоргСервис», ТК «Арбат», ТРЦ «Сказка» и другие предприятия торговли. В сентябре 2015 года открылся развлекательный центр «Абсолют». Жилое многоэтажное здание (5 этажей) по адресу Октябрьская ул, 92/1 было построено в 2015 году. В 2016 году было построено многоэтажное здание (5 этажей) по адресу пр. Горького 14. В 2017 году возвели многоэтажное здание (11 этажей) по адресу ул. Олега Кошевого 2.

## Транспорт

### Автомобильный транспорт
Через город проходит региональная автодорога 05Н-100 Осиновка — Рудная Пристань.
Междугородные автобусы выполняют рейсы во Владивосток, Находку, Уссурийск, Кавалерово, Дальнегорск и другие населённые пункты края, а также и в Хабаровск.

### Железнодорожный транспорт
Станция Арсеньев Дальневосточной железной дороги (линия Сибирцево — Новочугуевка). Пассажирские перевозки с декабря 2018 года осуществляются по маршруту Владивосток — Новочугуевка раз в два дня.

## Образование
- Детский сад № 2 «Берёзка»
- Детский сад № 9 «Ёлочка»
- Детский сад № 10 «Вишенка»
- Детский сад № 12 «Золотой ключик»
- Детский сад № 13 «Теремок»
- Детский сад № 14 «Солнышко»
- Детский сад № 20 «Родничок»
- Детский сад № 21 «Светлячок»
- Детский сад № 24 «Улыбка»
- Детский сад № 25 «Журавушка»
- Детский сад № 26 «Росинка»
- Детский сад № 27 «Дюймовочка»
- Детский сад № 28 «Фламинго»
- Детский сад № 30 «Лесная сказка»
- Детский сад № 31 «Ладушки»
- Детский сад № 32 «Абвгдейка»

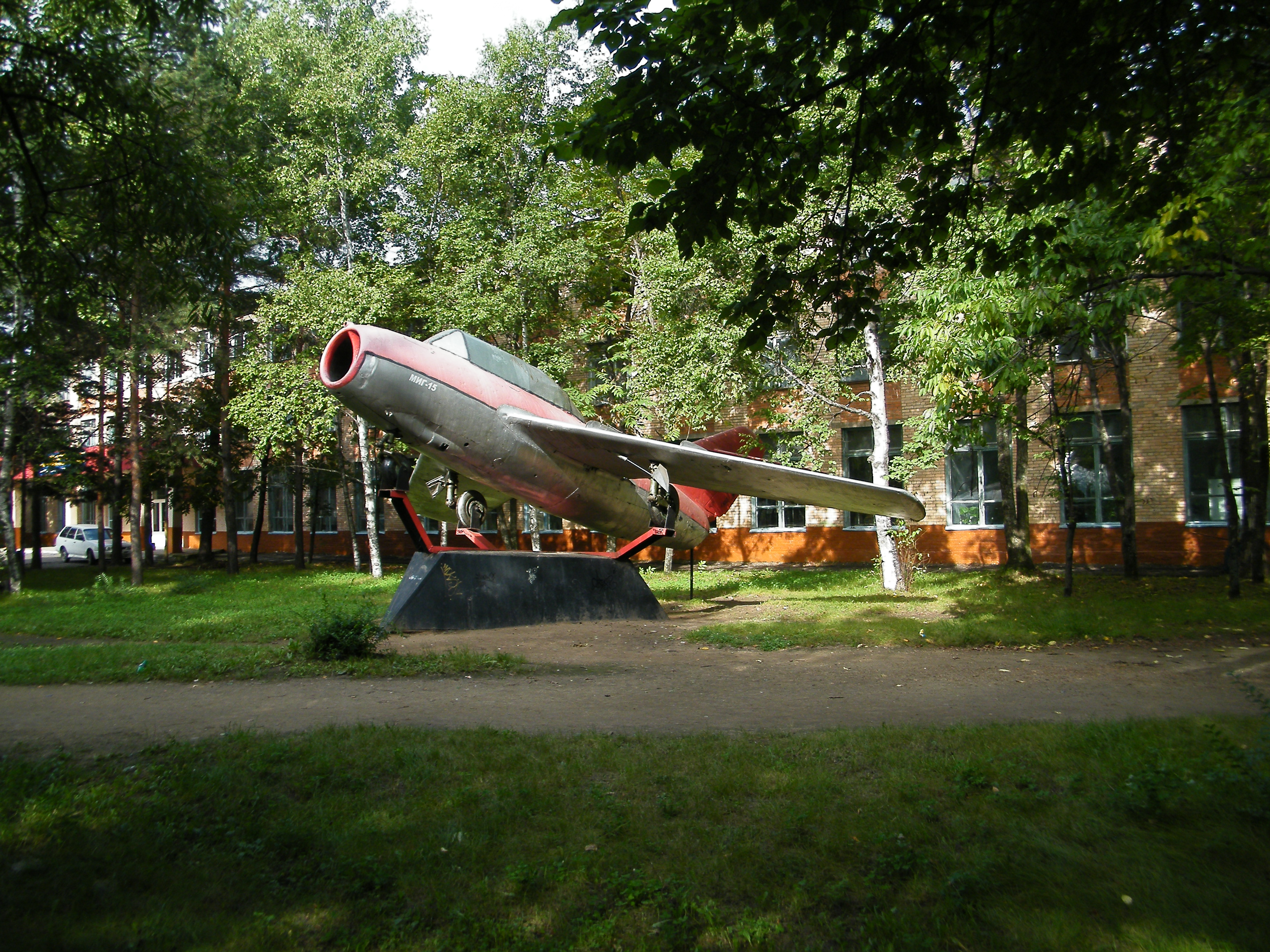
Самолёт МиГ-15УТИ возле здания Приморского авиационного техникума

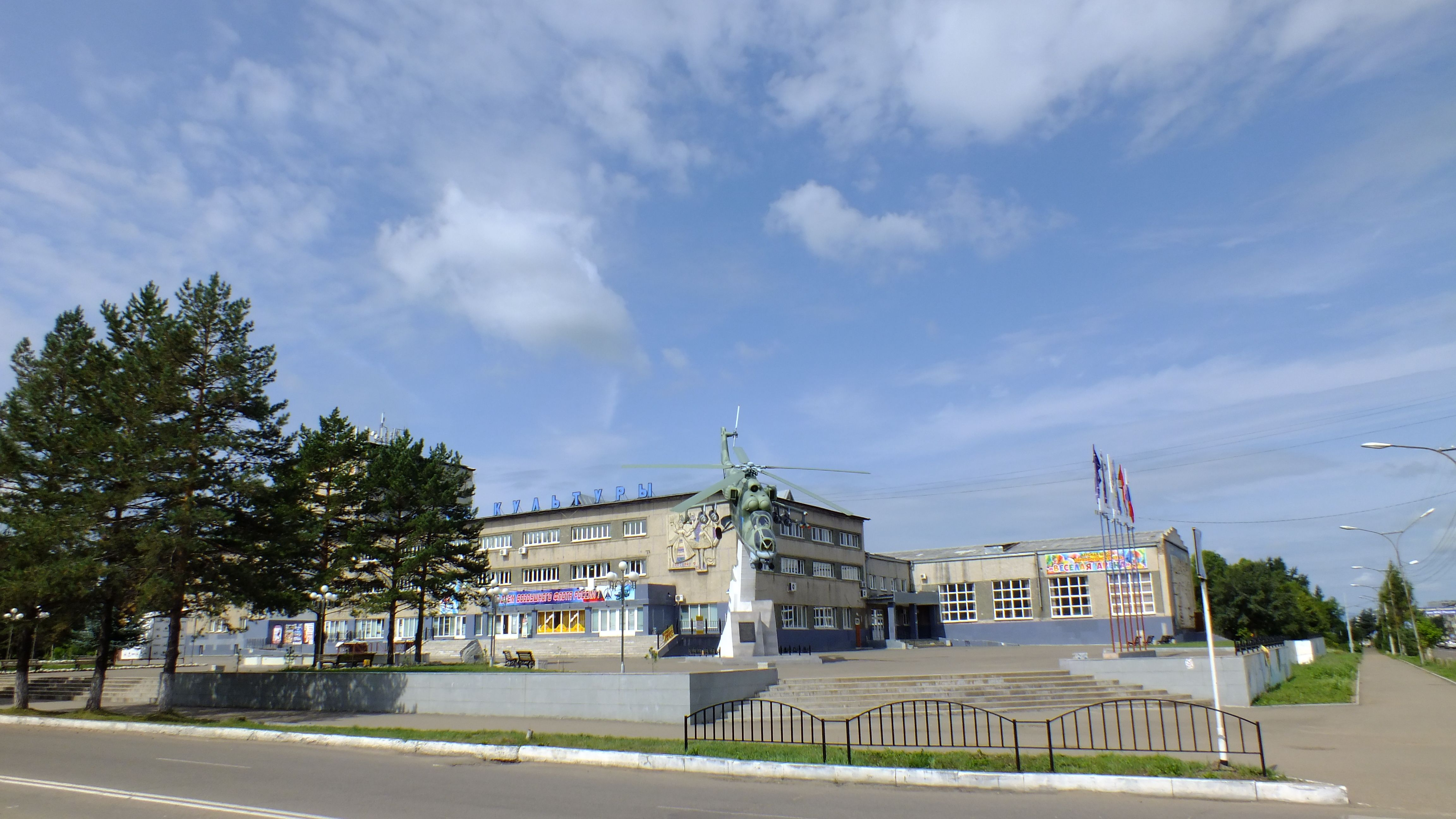
Вертолёт Ми-24 установлен перед дворцом культуры завода «Прогресс»

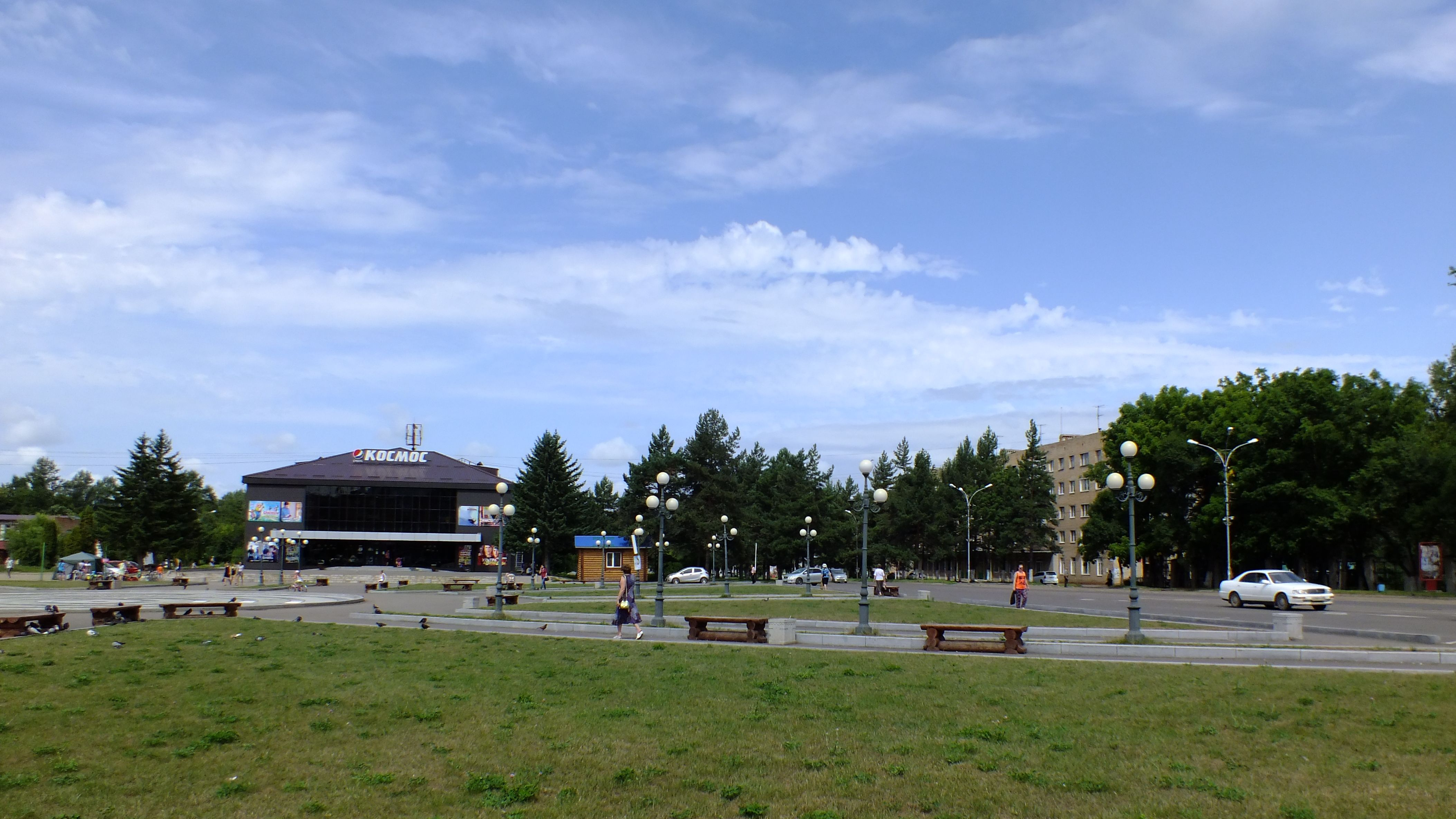
Кинотеатр «Космос»

Художественный образ Дерсу Узала

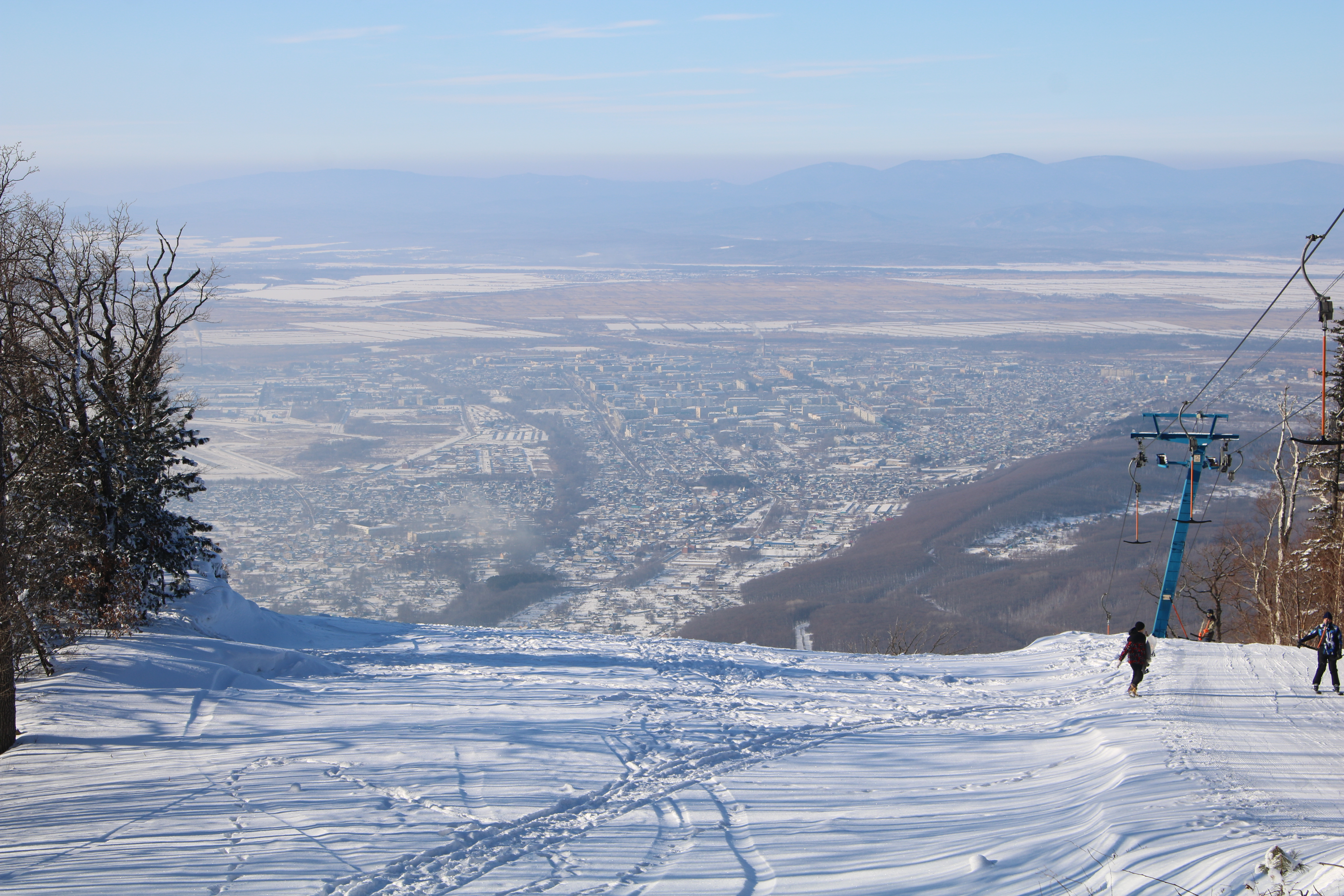
Вид на город Арсеньев с горнолыжных трасс

- Средняя общеобразовательная школа № 1
- Специальная (коррекционная) общеобразовательная школа-интернат №2
- Средняя общеобразовательная школа № 3. Открыта в ноябре 1938 года как семилетняя школа № 3. В 1975 году школа получила статус «средней» и переехала в новое здание на ул. Ленинской[7]
- Средняя общеобразовательная школа № 4
- Средняя общеобразовательная школа № 5
- Средняя общеобразовательная школа № 6
- Гимназия № 7
- Средняя общеобразовательная школа № 8
- Лицей № 9
- Средняя общеобразовательная школа № 10
- Учебно-методический центр
- Центр внешкольной работы
- Детская школа искусств
- Детская цирковая школа имени В. М. Агарёва
- Спортивная школа олимпийского резерва «Богатырь»
- Спортивная школа «Восток»
- Спортивная школа «Полёт» им. В. И. Манойленко
- Спортивная школа «Юность»
- Индустриальный колледж. Бывшие профессиональные училища № 12 и № 32
- Колледж ДВФУ (бывший Приморский авиационный техникум)[60]
- Филиал Дальневосточного федерального университета.

## Здравоохранение
- Родильный дом.
- Детская поликлиника.
- Филиал детской поликлиники.
- Детская больница.
- Городская поликлиника.
- Городская больница.
- Отделение скорой помощи.
- Филиал краевой станции переливания крови.
- Детский реабилитационный центр «Ласточка»[61].
- Детский оздоровительный комплекс «Айболит»[62].
- Противотуберкулёзный диспансер.
- Профилакторий ААК «Прогресс».
- Психоневрологический интернат

## Спорт
В городе расположена лыжная база «Бодрость» (передана в концессию).
Спортивная база «Салют».
Комплекс «Полёт» имеет крытый бассейн длиной 25 метров.
В Арсеньеве базируются хоккейный клуб «Восток», выступавший в Чемпионате России по хоккею с мячом сезона 1993/1994 годов. Оказавшись в низших лигах, «Восток» многократно становился победителем и призёром восточной группы Всероссийских соревнований по хоккею с мячом.
Футбольный клуб «Авангард» выступает в чемпионате Приморского края, где регулярно занимает одно из призовых мест.
Зимой на базе стадионов спортивных школ «Восток», «Юность» и «Средней общеобразовательной школы № 3» работают ледовые катки.
В четырёх километрах от города, на сопке Обзорной, расположена горнолыжная база, на которой имеется три трассы длиной 1800, 2000 и 300 метров. Горнолыжная база находится в ведомственном подчинении краевому государственному автономному учреждению «Краевая спортивная школа» .
Горнолыжные трассы ориентированы на лыжников и сноубордистов.
На территории базы находятся несколько видов трасс.
Трасса № 1
Уровень сложности: красный
Длина склона 1800 метров, перепад высот 450 метров.
Ширина: 50 метров.
Трасса № 2
Уровень сложности: красный
Длина склона 2000 метров, перепад высот 450 метров
Ширина: 50 метров
Трассы оснащены буксировочной канатной дорогой Doppelmayr.
Трассы очень удобны для катания как начинающих, так и продвинутых лыжников и сноубордистов, а также для проведения соревнований по всем дисциплинам горнолыжного спорта.
Учебная трасса
Длина: 300 метров
Подъёмник: буксировочный
Трасса для катания на санках и сноутюбингах (надувных кругах)
Идеальное место для отдыха родителей с детьми. Подъёмник отсутствует. Длина трассы 300 метров, ширина 40 метров.
Трассы подготавливаются ратраками Pisten Bully и Prinoth. На трассах работают квалифицированные инструктора по горным лыжам и сноуборду.
Рядом с базой отдыха «Салют» по направлению к горнолыжной трассе энтузиасты общественного лыжного клуба «Синегорье» заложили фундамент лыжно-биатлонного комплекса. Они содержат лыжню в идеальном состоянии исключительно на добровольные пожертвования, Общая протяженность трассы 6,3 км. Здесь проводятся соревнования Дальневосточного уровня. Мягкий климат, снежная зима привлекают сюда любителей беговых лыж от Якутии до Камчатки.
В Арсеньеве имеется аэроклуб. До 2015 года он использовал местный аэродром совместно с ААК «Прогресс». В 2016 году местные парашютисты построили взлетно-посадочную полосу в соседнем Яковлевском районе в с. Новосысоевка.

## Культура
- Централизованная библиотечная система имени В. К. Арсеньева
- Дворец культуры «Прогресс».
- Детская школа искусств.
- Детская цирковая школа «Весёлая арена»[64].
- Кинотеатр «Космос».
- Музей истории г. Арсеньева.
- Дворец культуры «Аскольд».
- Дальневосточный авиационный музейно-выставочный центр — музей под открытым небом, посвящённый авиации Дальнего Востока[65].

## Туризм

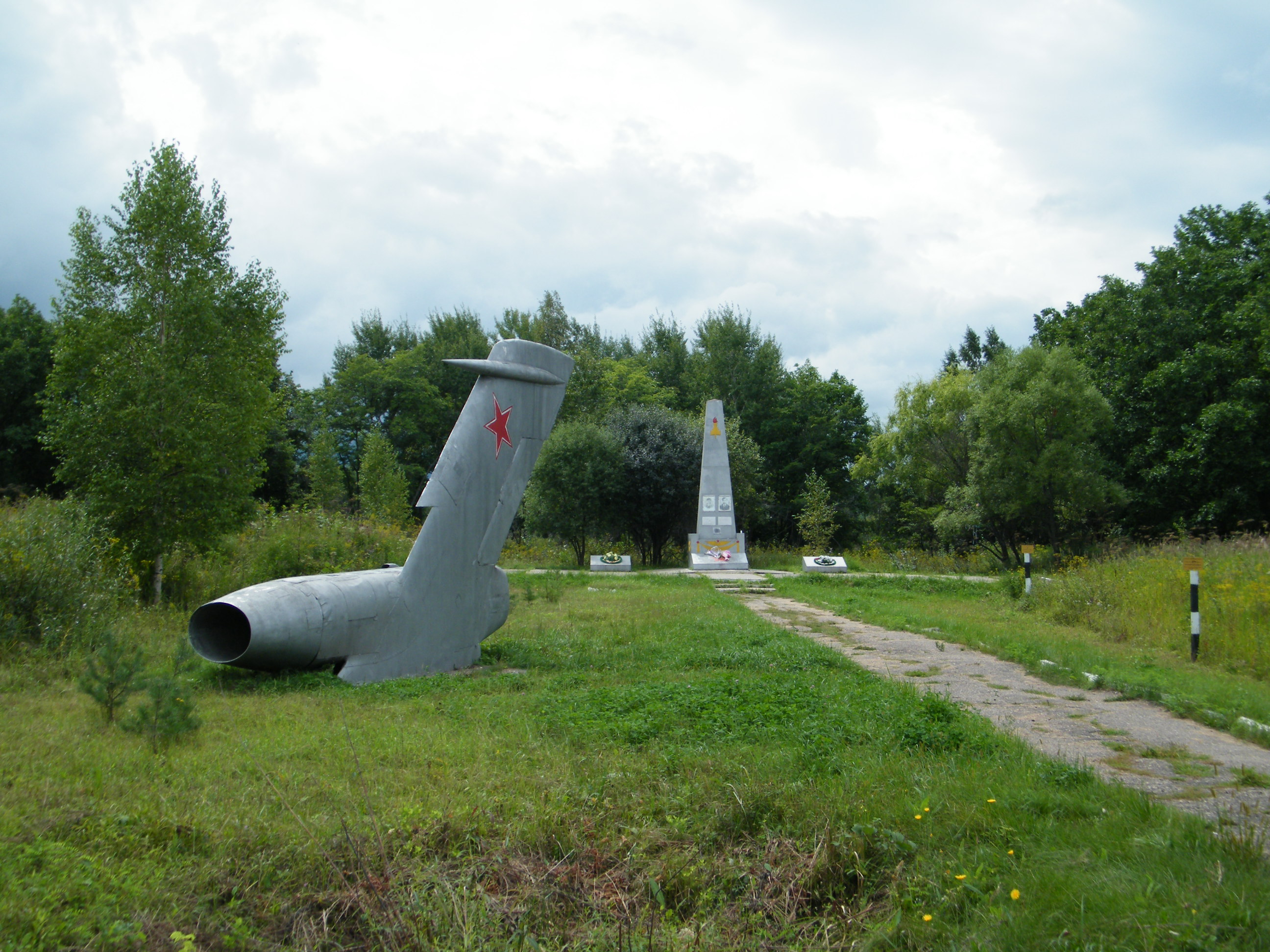
Памятник погибшему возле города экипажу самолёта Як-28.
9 сентября 1981 года майор Анашкин и капитан Волков ценой своих жизней отвели падающий самолёт от населённого пункта.

Здесь около сорока различных археологических памятников: городища, поселения, стоянки, а также пещеры, которые с энтузиазмом исследуют спелеологи.
Туристы очаровываются неповторимой красотой родной дальневосточной земли с тисовой рощей, лотосом, можжевельником, которые произрастают на озёрах Ореховом, Казённом.

## Зоны отдыха и развлечения
В городе есть парки. Через городской парк возле завода «Прогресс» протекает река Дачная, на которой запрещено купаться из-за загрязнения химическими отходами. На берегах озера перед плотиной, перегораживающей реку, находится пляж.
В городе есть мотодром и мини-зоопарк на станции юннатов. Ежегодно из другого конца страны приезжает цирк-шапито.

## Люди, связанные с городом
Герои
- Сазыкин, Николай Иванович — директор Арсеньевского машиностроительного завода «Прогресс», Герой Социалистического Труда (1963), лауреат Ленинской премии (1976), Почётный гражданин города.
- Михайлов, Андрей Кирьянович — капитан рыболовецкого судна, позже работник завода «Аскольд», Герой Социалистического Труда (1957).

Почётные граждане
Почётные граждане на 28.01.2022 года:
- Абдуллин Талгат Сунгатович (1926—2007)
- Агарёв Владимир Михайлович (1941—2021)
- Аладин Виктор Иванович
- Алексеева Гения Мефодьевна (1941—2009)
- Ануфриев Иван Иванович (1927—2005)
- Арбатская Вера Михайловна (1938—2021)
- Бебик Иван Антонович (1934—1999)
- Бортник Анатолий Маркович
- Глушак Василий Захарович (1928—1993)
- Дебелов Виктор Андреевич (1945—2017)
- Денисенко Юрий Петрович
- Железнов Владимир Михайлович
- Захаров Фёдор Петрович (1918—2000)
- Захарьящев Александр Яковлевич
- Зинина Александра Игнатьевна
- Казанцев Феодосий Егорович (1911—1997)
- Караваева Анастасия Самсоновна
- Каряка Николай Максимович (1923—2014)
- Катиба Валентина Петровна
- Киселёва Евгения Ивановна (посмертно)
- Клоков Василий Андреевич
- Ковальчук Иван Фёдорович (1922—2010)
- Корниенко Александра Петровна (1919—2010)
- Крапивин Василий Антонович (1936—2020)
- Кресс Клавдия Фёдоровна
- Куросава Акира (1910—1998)
- Лапуцкий Тимофей Романович (1915—1988)
- Макеева Надежда Борисовна (1931—2018)
- Манойленко Виктор Иванович (1946—1998)
- Маслов Анатолий Григорьевич (1922—1998)
- Матузный Михаил Иванович (1923—1989)
- Мокон Владимир Иванович (1943—2010)
- Морозов Николай Николаевич
- Мунзук Максим Монгужукович (1910—1999)
- Немчинова Мария Алексеевна
- Никаноркин Иван Максимович (1924—2005)
- Новиков Николай Сергеевич (1895—1974)
- Огнев Анатолий Фёдорович
- Огнев Юрий Фёдорович
- Павлинова Александра Ивановна (1927—2016)
- Печёнкин Виктор Иванович (1948—2016)
- Полукеева Августина Зиновьевна (1925—1988)
- Прудилин Михаил Иванович (1925—2021)
- Ребрий Михаил Иосифович
- Рябов Александр Иванович (1921—2000)
- Савин Яков Павлович (1897—1989)
- Сазыкин Николай Иванович (1909—1976)
- Сахаров Виктор Михайлович (1919—2009)
- Сезонов Александр Иванович
- Сёмушкин Анатолий Фролович (1937—2014)
- Скорик Николай Алексеевич
- Соломин Юрий Мефодьевич
- Суриц Геннадий Иосифович
- Сученкова Раиса Афанасьевна (1929—2013)
- Тарасова Мария Григорьевна (1924—2017)
- Терентьев Василий Иванович (1917—1982)
- Толстой Виктор Кузьмич (1939—2008)
- Шабловский Константин Александрович (1905—1980)
- Шевченко Анатолий Ильич
- Шматок Иван Кондратьевич (1921—2004)
- Шнейдер Сергей Семенович (1923—1992)
- Щербинкин Анатолий Павлович
- Юданов Николай Иванович (1925—2009)
- Юрасов Борис Иванович (1933—2018)
- Яковлев Владимир Ермолаевич (1949—2015)

## Средства массовой информации

### Печатные издания
Старейшая из существующих арсеньевских газет «Восход» основана 8 марта 1963 года. Выпускается три раза в неделю.
Еженедельная газета «Северное Приморье» распространяется на территории Арсеньева, Яковлевского, Анучинского районов, пгт. Кавалерово.
В Арсеньеве издаётся еженедельник «Бизнес-Арс», городская газета с наибольшим тиражом, распространяемая в Арсеньеве, Яковлевском, Анучинском, Чугуевском, Кавалеровском районах. Выпускается один раз в неделю.
Также в Приморском крае издаётся газета «Арсеньевские вести», однако редакция находится во Владивостоке.
В Арсеньеве выпускаются две еженедельные газеты бесплатных частных объявлений («ОкругА» и «Бизнес-сектор А»), а также еженедельная бесплатно распространяемая газета «Новый век».
С 2010 года в Арсеньеве выпускается глянцевый журнал «SтрекоZа». В 2014 году начала издаваться скандально известная своими эксклюзивными и разоблачающими выпусками газета «Арсеньев» под редакцией Льва Корчагина.

### Телевидение
Арсеньевская телекомпания «ТВ-Трек» работала на канале вещания телекомпании «РЕН ТВ» (11 телеканал), а также выпускала несколько собственных телепрограмм. Режим вещания был ежедневным, с 17:00 до 01:00. В октябре 2015 года прекратила вещание из-за финансовых проблем.

### Радиостанции
- 88,9 МГц — Приморская волна
- 94,1 МГц — (ПЛАН) Радио 25 Регион;
- 95,8 МГц — Радио 7 на семи холмах;
- 98,9 МГц — Европа Плюс;
- 99,6 МГц — Радио России / Приморское радио[68];
- 101,1 МГц — Радио Шансон;
- 101,7 МГц — Love Radio;
- 102,1 МГц — Новое радио;
- 102,8 МГц — Авторадио;
- 104,1 МГц — Русское радио;
- 104,6 МГц — Владивосток FM;
- 107,5 МГц — Ретро FM;